# Il quinto evangelio
(Mario Pomilio, Il quinto evangelio,  Capitolo 3: La mappa del cielo (citazione "di fantasia" dagli Emolumenta fidei, di Giustino di Poitiers, opera e scrittore inesistenti))
Il quinto evangelio è un romanzo di Mario Pomilio pubblicato, in prima edizione, nel febbraio 1975 per l'editore Rusconi di Milano. Parte integrante dell'opera è il testo teatrale Il quinto evangelista, pubblicato in coda al volume, quasi a formare un'appendice a sé stante.

## Storia editoriale
Nel 1974 Pomilio vinse la I edizione del Premio Flaiano con il dramma inedito Il Quinto evangelista, il nucleo primigenio del romanzo, il quale poi si aggiudicò nel 1975 il Premio Napoli, nel 1978 il Prix du Meilleur livre étranger di Parigi e nel 1979 il Premio Pax di Varsavia.

## Trama
Peter Bergin, ufficiale americano dislocato nel 1945 a Colonia, si trova ad alloggiare in una canonica abbandonata nella quale, all'interno della biblioteca, tra le carte appartenute al vecchio parroco scomparso, scopre materiali riguardanti un misterioso "quinto vangelo", alla cui ricerca sembrava che il sacerdote avesse dedicato moltissimi anni della propria vita.
L'ufficiale, che nella vita civile è docente universitario e storico di professione, viene conquistato dall'enigma e, una volta congedato dall'esercito e tornato all'insegnamento, si dedica a tempo pieno a quella ricerca. A tale scopo riunisce un piccolo gruppo di giovani, amici e studenti, e con il loro aiuto comincia a raccogliere ogni indizio utile alla scoperta del vangelo nascosto.
Dopo trent'anni di vane indagini, ormai malato, Bergin riunisce in un dossier i più significativi documenti recuperati e li invia a un non meglio identificato monsignor "M.G.", segretario della Pontificia Commissione Biblica, unitamente a una lunga lettera nella quale riassume le ragioni e le tappe della ricerca intrapresa, dando conto anche delle prove scoperte.

### Incipit
(Incipit)

### Capitolo 1: Una lettera
Il romanzo ha inizio proprio con la lettera del professor Bergin al segretario della Commissione Biblica. Dopo aver descritto il percorso compiuto, Bergin scrive:
(Capitolo 1: Una lettera)
Di fatto, mentre chiede al prelato un aiuto per individuare nuovi documenti, Bergin tenta di coinvolgerlo nella ricerca. Sentendo prossima la fine, cerca infatti di salvare il progetto e di affidarlo a una delle più alte autorità competenti in materia nell'ambito della Chiesa cattolica.
(Capitolo 1: Una lettera)

### Capitoli 2-14
Alla lettera dunque è allegato un dossier composto da tredici documenti o gruppi di documenti storici, di varia datazione e provenienza, cronologicamente ordinati, a partire dal più antico. Ciascun testo, relativo a una diversa "traccia" del misterioso quinto vangelo, è preceduto da una breve presentazione nella quale il professore illustra l'importanza del documento e riferisce tempi e circostanze del suo ritrovamento.
(Titoli e numerazione dei capitoli: 2. Il manoscritto di Vivario; 3. La mappa del cielo; 4. Le leggende; 5. Il monaco greco; 6. Gli affioramenti; 7. Il ramo verde; 8. Il Vangelo dei Papi; 9. La storia di fra Michele minorita; 10. Il convito di Lione; 11. Il Cristo di Guardia; 12. La professione di fede di Pietro d'Artois; 13. Vita del cavalier Du Breuil; 14. La giustificazione del sacerdote Domenico De Lellis;)

### Capitolo 15: Lettere di discepoli
In coda alla documentazione storica, Bergin unisce alcune lettere inviategli dai suoi allievi e collaboratori le quali, chiarisce il professore 
(Capitolo 15: Lettere di discepoli)

### Capitolo 16: Una risposta alla risposta
La risposta del prelato romano giunge due mesi dopo, troppo tardi per Bergin che nel frattempo è morto. Il testo è omesso da Pomilio e ci è dato di conoscerne il contenuto, solo in parte e indirettamente, dalla lettera che a sua volta la segretaria di Bergin, Anne Lee, invia a Roma. “Una risposta alla risposta” è appunto il titolo assegnato al Capitolo 16, che svela molte circostanze rimaste fino a quel momento nell'ombra.
Emerge in primo luogo il fatto che la ricerca del gruppo, da "storica" e "documentaria", sembra essersi trasformata in "avventura esistenziale", portata avanti anche al di là di ogni concreta speranza di successo. Nel riconfermare quindi la fedeltà di tutti i componenti al progetto di Bergin e nel replicare alle scettiche considerazioni del sacerdote, Anne Lee introduce nuovi e risolutivi argomenti:
(Capitolo 16: Risposta a una risposta.)
Si tratta di un testo teatrale “Il quinto evangelista”, composto da Bergin stesso, come Anne chiarisce, sulla base di un abbozzo di atto unico lasciato incompiuto dal parroco di Colonia.
Nell'inviarlo al prelato, Anne Lee lo presenta come "il punto d'arrivo … della lunga meditazione sui Vangeli iniziata tanti anni fa" da Bergin che attraverso i personaggi in gioco rivela sé stesso, i dubbi, le intuizioni e i dialoghi interiori fino all'apparire dell'elemento della "fede" che in conclusione sembra assumere un aspetto risolutivo.

### Capitolo 17: Il quinto evangelista
Nella finzione teatrale, altamente drammatica e carica di tensione, è rappresentato un pubblico dibattito, ambientato nella Germania degli anni quaranta, nel quale sono messi a confronto personaggi dei vangeli, emblematiche figure contemporanee e un misterioso "quinto evangelista", tutti impegnati in un'appassionata discussione sulla vera identità e natura di Gesù.
Il testo, costruito su un intricato gioco delle parti, si chiude con un "colpo di scena" che implicitamente propone la soluzione sul mistero del quinto vangelo: 
(Capitolo 17: Il Quinto Evangelista.)
La chiave dell'intero romanzo però sembra affidata al testo di una "novelletta", un testo brevissimo che Anne Lee scopre tra le carte del professore dopo la sua morte e trasmette al segretario della commissione:
(Capitolo 16: Una risposta alla risposta)

## Temi
Il quinto evangelio va considerato come il vero capostipite di un fortunato filone di romanzi storici, proseguito qualche anno dopo la sua pubblicazione (1975) con Il nome della rosa di Umberto Eco (1980) e I dodici abati di Challant di Laura Mancinelli (1981).
Si tratta di un romanzo innovativo, dall'impianto complesso e dai molteplici volti, che rappresenta in sintesi l'avventura della coscienza cristiana, sempre in conflitto tra lo spirito e la lettera del Vangelo, tra l'obbedienza alla Chiesa e la libertà della propria personale ricerca, tra la "verità rivelata e l'attesa di una verità che debba ancora manifestarsi".
Le molte anime dell'opera si riflettono sul suo aspetto formale che presenta a un tempo numerose caratteristiche: dal romanzo all'epistolario, dall'antologia all'opera teatrale, dal saggio storico-biografico all'indagine filosofico-religiosa.
Il Quinto evangelio è costruito sulla base di un racconto "di cornice" (la ricerca del libro) al cui interno sono contenute altre storie dalle quali emergono personaggi che in altri luoghi e in altri tempi hanno dedicato a quella stessa ricerca la vita, fino a perderla. In questo senso presenta tutte le caratteristiche di un'opera antologica poiché, va rimarcato, ciascun documento costituisce opera a sé stante e può essere letto in modo del tutto autonomo.
Da un altro punto di vista l'opera non è altro che un carteggio, formato da tre lettere che si incrociano tra loro, quella di Bergin a "M.G." (segretario della pontificia commissione biblica), la risposta di questi (che conosciamo però solo indirettamente), e infine la lettera di Anne Lee (segretaria di Bergin), che in luogo del professore, nel frattempo scomparso, risponde al prelato romano. La prima lettera e l'ultima contengono allegati fondamentali per lo svolgimento del racconto.
Si tratta naturalmente nel suo complesso di una storia assolutamente fantastica, costruita però con le rigorose sembianze di una vera ricerca storica, con il corollario di documenti che Pomilio costruisce o falsifica, rielaborando e usando liberamente documenti storici realmente esistenti (come il Chronicon Casauriense) oppure creandoli assolutamente da zero. In tale contesto assume grande rilievo l'aspetto “documentario e bibliografico” che pervade ogni pagina del romanzo, accostando il vero e il falso con grande perizia e verosimiglianza.

Scrive Pomilio nel colophon: 
In sostanza, su una intelaiatura di base, costituita da fatti e circostanze realmente accadute, Pomilio introduce elementi di fantasia che forzano la realtà storica piegandola alle esigenze della finzione narrativa e si sviluppano sulla falsariga di una serrata indagine filosofica e religiosa.
A ogni pagina infine sembra sottesa la domanda se il libro cercato, vero protagonista del romanzo, sia reale o se sia solo un “mito” dietro il quale si nasconde, in simbolo, la ricerca della verità o meglio la propria personale ricerca di Dio e del significato dell'esistenza.

## Opere derivate
Nel settembre del 1975, pochi mesi dopo la pubblicazione del romanzo, l'atto unico Il Quinto evangelista fu messo in scena a cura dell'Istituto del Dramma popolare di San Miniato e del Teatro stabile dell'Aquila, per la regia di Orazio Costa, con la consulenza di Mario Pomilio.

## Altre opere dal titolo "Quinto Vangelo"
Il titolo Quinto Vangelo o Evangelio è associato, formalmente o solo di fatto, a numerose opere letterarie. Tra le altre:
- Con l'appellativo Quinto vangelo è stato pubblicato il Vangelo di Tommaso, che ha avuto molte edizioni. Si veda ad esempio: Il quinto Vangelo di Tommaso Apostolo; traduzione e commento di Mario Pincherle, il Vangelo di Tommaso col testo copto a fronte tratto dal manoscritto del Nilo; ricerche e note bibliografiche di Luigi Palazzini Finetti, Ancona, Filelfo, 1980, 1983.
- Jacques Bénigne Bossuet (1627 –1704) vescovo francese definì Quinto evangelio il De imitatione Christi, opera attribuita a Tommaso da Kempis (1380-1471).
- Rudolf Steiner, (1861-1925), fondatore dell'Antroposofia, usò spesso il termine Quinto Vangelo nelle sue conferenze, cfr. Rudolf Steiner, Il quinto Vangelo, ricerca dalla cronaca dell'Akasha, sette conferenze tenute a Oslo dal 1 al 6 ottobre 1913 e a Colonia il 17 e 18 dicembre 1913, Milano, Antroposofica, 1989.
- Ezio Taddei (Livorno 1895 - Roma 1956), Il quinto Vangelo, Roma, A. Mengarelli, 1950;  Vicenza, La locusta, 1970; Taddei, scrittore anarchico, usò questo titolo per un suo libro incentrato su una libera e personale interpretazione della figura del Cristo.
- Nel 1969, quando era ancora parroco, Giacomo Biffi, poi cardinale di Bologna, compose un testo dal titolo Quinto Evangelo in cui fingeva la scoperta di un nuovo vangelo, un quinto, che "correggeva" i quattro vangeli canonici. Lo scritto di Biffi ha avuto numerose edizioni: Il quinto Evangelo, Milano, Ancora, 1970, 1971; Casale Monferrato, Piemme, 1994, 1995; Nuova edizione del 2007 aggiornata, Bologna, Edizioni Studio Domenicano, 2007.

## Edizioni
- Mario Pomilio, Il quinto evangelio, Rusconi, 1975.
- Nuova edizione, con postfazione di Gabriele Frasca e nota archivistica di Wanda Santini, e con tre scritti accessorii dell'Autore, Roma, L'Orma (collana Fuori Formato), 2015.

### Altre edizioni italiane
- Milano, Rusconi, (Collezione narrativa), 1976, 1977, 1978, 1979, 1980; 1983, 1985, 1991;
- Milano, Rusconi, (edizione di 300 esemplari numerati), 1975;
- Negli anni settanta, brani del Quinto Evangelio furono pubblicati da Pomilio nella rivista "Studi cattolici";
- Bergamo, Euroclub, 1980;
- Milano, Mondadori, (prima edizione negli Oscar narrativa, 1032), con introduzione di Fulvio Scaglione, 1990, 1995;
- Milano, Tascabili Bompiani, con introduzione di Riccardo Scrivano; a cura di Nicoletta Trotta, 2000, 2006;
- Il Quinto evangelista, Milano, Paoline, 1986, (Collezione Frammenti di vita, 6), accompagnato da una Breve storia d'una messinscena, scritta dallo stesso Pomilio, che riferisce sulla rappresentazione teatrale allestita dall'Istituto del Dramma popolare di San Miniato e dal Teatro stabile dell'Aquila, per la regia di Orazio Costa;
- Nuova edizione "definitiva", con un saggio di Gabriele Frasca e nota archivistica di Wanda Santini, e con tre scritti accessorii di M.P., Roma, L'orma editore (collana «Fuoriformato - Nuova serie»), 2015. ISBN 978-8898038541

## Traduzioni
- Das fünfte Evangelium, Berlin, Evangelische Verlagsanstalt 1977, 1986.
- Le cinquième évangile, Paris, Fayard, 1977.
- El quinto evangelio, Barcelona, España, Argos Vergara, 1979.
- The Fifth Gospel, Hamilton Books, 2014.